# Magydaris hirta
Magydaris hirta är en flockblommig växtart som beskrevs av Loreto Grande. Magydaris hirta ingår i släktet Magydaris och familjen flockblommiga växter. Inga underarter finns listade i Catalogue of Life.